# Fußball-Niedersachsenliga 1997/98
Die Niedersachsenliga 1997/98 war die 49. Spielzeit der höchsten Amateurklasse im Niedersächsischen Fußballverband. Sie war eine Ebene unterhalb der viertklassigen Oberliga Niedersachsen/Bremen angesiedelt und wurde in zwei Staffeln ausgetragen. Sieger wurde der MTV Gifhorn.

## Staffel Ost
Die Staffel Ost umfasste die Mannschaften aus den Bezirken Lüneburg und Braunschweig.

### Vereine
Im Vergleich zur Saison 1996/97 war keine Mannschaft aus der Oberliga Niedersachsen/Bremen abgestiegen, während die SVG Einbeck und der Rotenburger SV aufgestiegen waren. Die drei Absteiger hatten die Liga verlassen und wurden durch die fünf Aufsteiger TSV Sievern, TSV Deutsche Eiche Bardowick, Braunschweiger SV 22, TuSpo Petershütte und FT Braunschweig ersetzt.
| Verein                       | Stadt            | Landkreis            | Qualifikation                              |
| ---------------------------- | ---------------- | -------------------- | ------------------------------------------ |
| MTV Gifhorn                  | Gifhorn          | Gifhorn              | 3. Platz 1996/97                           |
| SC Weende                    | Göttingen        | Göttingen            | 4. Platz 1996/97                           |
| VfR Osterode 08              | Osterode am Harz | Osterode am Harz     | 5. Platz 1996/97                           |
| VfL Wolfsburg Amateure       | Wolfsburg        |                      | 6. Platz 1996/97                           |
| TuS Güldenstern Stade        | Stade            | Stade                | 7. Platz 1996/97                           |
| Sportfreunde Salzgitter      | Salzgitter       |                      | 8. Platz 1996/97                           |
| TuS Heeslingen               | Heeslingen       | Rotenburg (Wümme)    | 9. Platz 1996/97                           |
| TSV Wendezelle               | Wendeburg        | Peine                | 10. Platz 1996/97                          |
| Eintracht Braunschweig II    | Braunschweig     |                      | 11. Platz 1996/97                          |
| Goslarer SC 08               | Goslar           | Goslar               | 12. Platz 1996/97                          |
| Germania Walsrode            | Walsrode         | Soltau-Fallingbostel | 13. Platz 1996/97                          |
| TSV Sievern                  | Langen           | Cuxhaven             | Aufsteiger aus der Landesliga Lüneburg     |
| TSV Deutsche Eiche Bardowick | Bardowick        | Lüneburg             | Aufsteiger aus der Landesliga Lüneburg     |
| Braunschweiger SV 22         | Braunschweig     |                      | Aufsteiger aus der Landesliga Braunschweig |
| TuSpo Petershütte            | Osterode am Harz | Osterode am Harz     | Aufsteiger aus der Landesliga Braunschweig |
| FT Braunschweig              | Braunschweig     |                      | Aufsteiger aus der Landesliga Braunschweig |

### Saisonverlauf
Den Staffelsieg und damit den Aufstieg in die Oberliga Niedersachsen/Bremen sicherte sich der MTV Gifhorn. Die Mannschaften auf den drei letzten Plätzen mussten absteigen. Nach Saisonende zog der TSV Wendezelle seine Mannschaft in die Kreisliga zurück.

### Tabelle
| Pl.               | Verein                           | Sp. | S  | U  | N  | Tore    | Diff. | Punkte |
| ----------------- | -------------------------------- | --- | -- | -- | -- | ------- | ----- | ------ |
| 1.                | MTV Gifhorn                      | 30  | 23 | 6  | 1  | 082:230 | +59   | 75     |
| 2.                | VfL Wolfsburg Amateure           | 30  | 21 | 6  | 3  | 064:210 | +43   | 69     |
| 3.                | SC Weende                        | 30  | 15 | 7  | 8  | 049:350 | +14   | 52     |
| 4.                | TuS Güldenstern Stade            | 30  | 11 | 12 | 7  | 057:390 | +18   | 45     |
| 5.                | TuS Heeslingen                   | 30  | 11 | 9  | 10 | 051:470 | +4    | 42     |
| 6.                | Goslarer SC 08                   | 30  | 11 | 9  | 10 | 049:450 | +4    | 42     |
| 7.                | Braunschweiger SV 22 (N)         | 30  | 11 | 9  | 10 | 059:590 | ±0    | 42     |
| 8.                | TuSpo Petershütte (N)            | 30  | 11 | 7  | 12 | 042:480 | −6    | 40     |
| 9.                | TSV Wendezelle                   | 30  | 10 | 8  | 12 | 054:480 | +6    | 38     |
| 10.               | Eintracht Braunschweig II        | 30  | 10 | 8  | 12 | 044:460 | −2    | 38     |
| 11.               | VfR Osterode 08                  | 30  | 10 | 8  | 12 | 042:470 | −5    | 38     |
| 12.               | TSV Sievern (N)                  | 30  | 10 | 7  | 13 | 047:460 | +1    | 37     |
| 13.               | Germania Walsrode                | 30  | 9  | 10 | 11 | 051:510 | ±0    | 37     |
| 14.               | TSV Deutsche Eiche Bardowick (N) | 30  | 8  | 9  | 13 | 036:460 | −10   | 33     |
| 15.               | FT Braunschweig (N)              | 30  | 6  | 5  | 19 | 030:690 | −39   | 23     |
| 16.               | Sportfreunde Salzgitter          | 30  | 1  | 4  | 25 | 012:990 | −87   | 07     |
| Stand: Saisonende |                                  |     |    |    |    |         |       |        |

| (A) | Absteiger aus der Oberliga Niedersachsen/Bremen 1996/97 |
| (N) | Aufsteiger aus der Landesliga Niedersachsen 1996/97     |

## Staffel West
Die Staffel West umfasste die Mannschaften aus den Bezirken Hannover und Weser-Ems.

### Vereine
Im Vergleich zur Saison 1996/97 waren Blau-Weiß Lohne, die SpVg Aurich und die zweite Mannschaft von Hannover 96 aus der Oberliga Niedersachsen/Bremen abgestiegen, während der FC Schüttorf 09 aufgestiegen war. Die drei Absteiger hatten die Liga verlassen und wurden durch die drei Aufsteiger SV Meppen Amateure, Vorwärts Nordhorn und FC Stadthagen ersetzt. Die Liga wurde mit 18 Mannschaften ausgetragen.
| Verein                 | Stadt             | Landkreis           | Qualifikation                                   |
| ---------------------- | ----------------- | ------------------- | ----------------------------------------------- |
| Blau-Weiß Lohne        | Lohne (Oldenburg) | Vechta              | Absteiger aus der Oberliga Niedersachsen/Bremen |
| SpVg Aurich            | Aurich            | Aurich              | Absteiger aus der Oberliga Niedersachsen/Bremen |
| Hannover 96 II         | Hannover          |                     | Absteiger aus der Oberliga Niedersachsen/Bremen |
| SC Langenhagen         | Langenhagen       | Hannover            | 2. Platz 1996/97                                |
| VfV Hildesheim         | Hildesheim        | Hildesheim          | 3. Platz 1996/97                                |
| SV Damla Genç Hannover | Hannover          |                     | 4. Platz 1996/97                                |
| TuS Bersenbrück        | Bersenbrück       | Osnabrück           | 5. Platz 1996/97                                |
| SV Bad Rothenfelde     | Bad Rothenfelde   | Osnabrück           | 6. Platz 1996/97                                |
| DJK Sparta Werlte      | Werlte            | Emsland             | 7. Platz 1996/97                                |
| SC Spelle-Venhaus      | Spelle            | Emsland             | 8. Platz 1996/97                                |
| Hannoverscher SC       | Hannover          |                     | 9. Platz 1996/97                                |
| Niedersachsen Döhren   | Hannover          |                     | 10. Platz 1996/97                               |
| SpVgg Preußen Hameln   | Hameln            | Hameln-Pyrmont      | 11. Platz 1996/97                               |
| TuS Esens              | Esens             | Wittmund            | 12. Platz 1996/97                               |
| SV Holthausen-Biene    | Lingen (Ems)      | Emsland             | 13. Platz 1996/97                               |
| SV Meppen Amateure     | Meppen            | Emsland             | Aufsteiger aus der Landesliga Weser-Ems         |
| Vorwärts Nordhorn      | Nordhorn          | Grafschaft Bentheim | Aufsteiger aus der Landesliga Weser-Ems         |
| FC Stadthagen          | Stadthagen        | Schaumburg          | Aufsteiger aus der Landesliga Hannover          |

### Saisonverlauf
Den Staffelsieg und damit den Aufstieg in die Oberliga Niedersachsen/Bremen sicherte sich Blau-Weiß Lohne. Die Mannschaften auf den fünf letzten Plätzen mussten absteigen.

### Tabelle
| Pl.               | Verein                 | Sp. | S  | U  | N  | Tore    | Diff. | Punkte |
| ----------------- | ---------------------- | --- | -- | -- | -- | ------- | ----- | ------ |
| 1.                | Blau-Weiß Lohne (A)    | 34  | 25 | 2  | 7  | 080:260 | +54   | 77     |
| 2.                | SV Meppen Amateure (N) | 34  | 21 | 7  | 6  | 082:430 | +39   | 70     |
| 3.                | VfV Hildesheim         | 34  | 20 | 5  | 9  | 061:430 | +18   | 65     |
| 4.                | SpVg Aurich (A)        | 34  | 18 | 8  | 8  | 078:480 | +30   | 62     |
| 5.                | Vorwärts Nordhorn (N)  | 34  | 17 | 9  | 8  | 064:460 | +18   | 60     |
| 6.                | Niedersachsen Döhren   | 34  | 15 | 7  | 12 | 060:650 | −5    | 52     |
| 7.                | SC Langenhagen         | 34  | 12 | 13 | 9  | 061:470 | +14   | 49     |
| 8.                | SV Bad Rothenfelde     | 34  | 13 | 9  | 12 | 053:490 | +4    | 48     |
| 9.                | SV Damla Genç Hannover | 34  | 13 | 7  | 14 | 057:530 | +4    | 46     |
| 10.               | Hannover 96 II (A)     | 34  | 12 | 8  | 14 | 057:670 | −10   | 44     |
| 11.               | SpVgg Preußen Hameln   | 34  | 11 | 9  | 14 | 056:690 | −13   | 42     |
| 12.               | TuS Esens              | 34  | 10 | 10 | 14 | 047:560 | −9    | 40     |
| 13.               | SC Spelle-Venhaus      | 34  | 10 | 9  | 15 | 045:570 | −12   | 39     |
| 14.               | TuS Bersenbrück        | 34  | 11 | 4  | 19 | 058:700 | −12   | 37     |
| 15.               | SV Holthausen-Biene    | 34  | 10 | 7  | 17 | 054:750 | −21   | 37     |
| 16.               | DJK Sparta Werlte      | 34  | 10 | 4  | 20 | 051:750 | −24   | 34     |
| 17.               | FC Stadthagen (N)      | 34  | 9  | 6  | 19 | 056:860 | −30   | 33     |
| 18.               | Hannoverscher SC       | 34  | 4  | 6  | 24 | 027:720 | −45   | 18     |
| Stand: Saisonende |                        |     |    |    |    |         |       |        |

| (A) | Absteiger aus der Oberliga Niedersachsen/Bremen 1996/97 |
| (N) | Aufsteiger aus der Landesliga Niedersachsen 1996/97     |

## Endspiel um die Meisterschaft
Das Endspiel um die Niedersachsenmeisterschaft fand am 7. Juni 1998 in Barsinghausen statt.
|                                  | Ergebnis |                                       |
| -------------------------------- | -------- | ------------------------------------- |
| MTV Gifhorn (Meister Gruppe Ost) | 2:0      | Blau-Weiß Lohne (Meister Gruppe West) |

## Aufstiegsspiele zur Verbandsliga

### West
Am 14. Juni 1998 ermittelten die Vizemeister der Landesligen Weser-Ems und Hannover in Steyerburg einen Aufsteiger zur Verbandsliga West.
|                                                | Ergebnis  |                                                     |
| ---------------------------------------------- | --------- | --------------------------------------------------- |
| SV Wehrstedt (Vizemeister Landesliga Hannover) | 1:0 (0:0) | VfB Oldenburg II (Vizemeister Landesliga Weser-Ems) |

### Ost
Das angesetzte Aufstiegsspiel der Vizemeister der Landesligen Braunschweig und Lüneburg zwischen dem Türkischen SV Braunschweig und dem TuS Bodenteich wurde abgesetzt, da beide Mannschaften aufsteigen konnten.